# 溝口薫平
溝口 薫平（みぞぐち くんぺい、1933年 - ）は、大分県由布市の由布院温泉で旅館由布院玉の湯を経営する実業家。株式会社玉の湯代表取締役会長。大分県豊の国づくり塾運営委員長、湯布院商工会長、財団法人人材育成ゆふいん財団理事長。

## 人物
1966年に妻の実家であった由布院玉の湯の経営に参加。
1970年7月にゴルフ場建設計画が持ち上がると、『由布院の自然を守る会』を結成して反対運動を行い、ゴルフ場建設を阻止。1971年には、亀の井別荘の中谷健太郎らとともに50日間にわたりヨーロッパ各地の観光地や温泉保養地を私費で視察してまちづくりを学んだ。
1975年4月21日の大分県中部地震により、実際には被害が小さかった由布院温泉が風評被害を受け、観光客が低迷すると、ゆふいん音楽祭、湯布院映画祭、牛喰い絶叫大会等のイベントを企画するとともに、由布院のまちづくりに貢献し、由布院温泉を国内有数の温泉地に育てた。
2002年に第1回の観光カリスマに選ばれている。

## 経歴
- 1933年 - 大分県玖珠郡九重町で生まれる。
- 1952年 - 大分県立日田高等学校卒業。
- 1960年 - 日田市立博物館勤務。
- 1966年 - 合資会社玉の湯旅館の経営に参加。
- 1982年 - 株式会社玉の湯代表取締役社長就任。
- 2003年 - 株式会社玉の湯代表取締役会長就任。